# Phiara
Phiara är ett släkte av skalbaggar. Phiara ingår i familjen Melolonthidae.
Kladogram enligt Catalogue of Life:
| Phiara | \| \| Phiara flava \| \| \| \| \| \| Phiara pseudoaberrans \| \| \| \| |
|        | \| \| Phiara flava \| \| \| \| \| \| Phiara pseudoaberrans \| \| \| \| |
|        | Phiara flava                                                           |
|        |                                                                        |
|        | Phiara pseudoaberrans                                                  |
|        |                                                                        |